# آل عياش (يافع)

تعديل مصدري - تعديل

ال عياش هي إحدى قرى عزلة لبعوس بمديرية يافع التابعة لمحافظة لحج، بلغ تعداد سكانها 783 نسمة حسب تعداد اليمن لعام 2004.